# Jurōjin

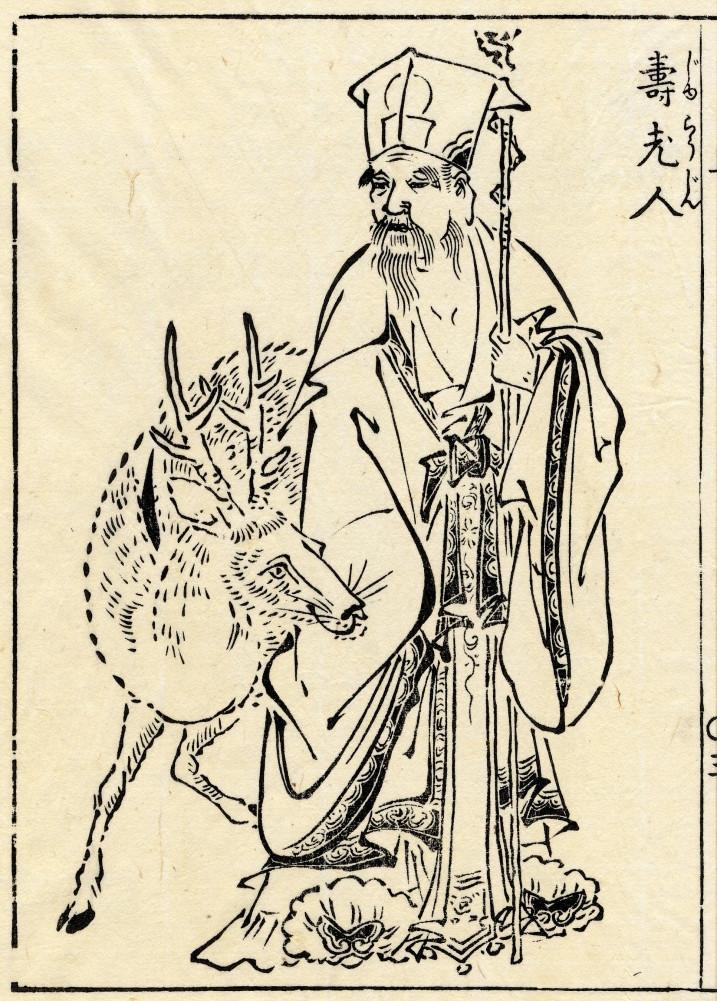
Jurōjin dessiné par Morikuni Tachibana

Au Japon, Jurōjin (寿老人), aussi connu sous le nom de Gama est l'une des Sept Divinités du Bonheur. Il est le dieu de la longévité.
Il est représenté marchant avec un bâton, tenant un éventail et accompagné par un cerf.